# 绳纹器文化

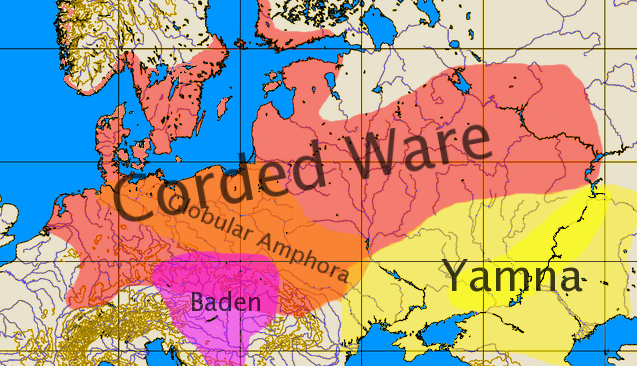
前3千年时期绳纹器及其附近文化的大致范围（印欧文化百科全书）

绳纹器文化（英語：Corded Ware Culture），亦可称之为战斧文化或独墓文化，是一个位于欧洲起始于晚石器时代，繁荣于红铜时代，结束于青铜时代早期的巨大文化体系。大约在公元前2400年时，绳纹器文化圈的人接替了他们的上一辈人并扩张到了西德意志地区的多瑙河流域与北欧地区，且这个族群的其中一个分支入侵了现今的丹麦与部分南瑞典与南挪威地区。绳纹器文化被许多学者与一些印欧语族相联系起来并被认为与坑墓文化有关连。

## 範圍
绳纹器文化圈包含了从大部分莱茵河以西到伏尔加河以东的欧洲中北部地区。如今比克文化（Beaker Culture）的地区也与当时易北河西部绳纹器文化扩展尽头的地区相重合。